# Copa d'Europa d'hoquei sobre patins masculina 2007-2008
La quaranta-tresena edició de la Copa d'Europa d'hoquei patins masculina, s'inicià el 20 d'octubre de 2007 i finalitzà l'11 de maig de 2008.
La fase final del torneig, organitzada sota el format de final a quatre (final four), es disputà el 10 i 11 de maig al Palau Blaugrana de Barcelona (Catalunya). La televisió pública catalana va retransmetre els tres partits de la fase final, tots ells en directe i pel canal 33. Concretament foren els dos de semifinals (14:30h i 18:30h del dissabte 10) i la final (17h del diumenge 11). El porter de l'equip blaugrana, Aitor Egurrola, fou escollit millor jugador de la final.
Per l'ocasió, el FC Barcelona publicà una edició especial del seu butlletí "Barça Camp Nou". Durant l'esdeveniment es duren a terme diverses activitats lúdiques. El grup català de rock Lax'n'Busto actuà al Palau abans del partit i durant el descans de la final. A més a més, el Club Patinatge Artístic Olot, campió del Món per quarta vegada consecutiva, a Austràlia el novembre de 2007, amb l'espectacle "Molt Fràgil". L'actuació tingué lloc a la mitja part de la primera semifinal. D'altra banda, a l'exterior del Palau, s'habilità a la zona del Boulevard un espai de lleure que comptà amb un futbolí humà, un simulador de porters, música d'ambient i una botiga de productes oficials de la final a quatre. Finalment, pel diumenge 11, l'empresa Sorli Discau, patrocinadora del FC Barcelona, organitzà una paella popular gratuïta de 12:30h a 16h a l'exterior del pavelló per a tots aquells espectadors amb entrada per a qualsevol dels tres partits.

## Participants
| Grup A | Grup A                 |
| ------ | ---------------------- |
|        | Barcelona Sorli Discau |
|        | AP Follonica Hockey    |
|        | Vilanova L'Ull Blau    |
|        | RHC Wimmis             |

| Grup B | Grup B              |
| ------ | ------------------- |
|        | Herne Bay United RH |
|        | FC Porto            |
|        | Primavera Prato     |
|        | Roncato Patí Vic    |

| Grup C | Grup C            |
| ------ | ----------------- |
|        | Candelária SC     |
|        | RSC Cronenberg    |
|        | Proinosa Igualada |
|        | Alnimar Reus      |

| Grup D | Grup D            |
| ------ | ----------------- |
|        | OC Barcelos       |
|        | Bassano Hockey 54 |
|        | Coinasa Liceo     |
|        | Noia Freixenet    |

## Llegenda
| Pts = Punts totals PJ = Partits jugats PG = Partits guanyats PE = Partits empatats PP = Partits perduts GF = Gols a favor |  | GC = Gols en contra DG = Diferència de gols (GF-GC) Ressaltat en verd = Equip classificat per a la final four. Ressaltat en vermell = Equip eliminat per a la final four. (p) = Gol de penalti (pro.) = Gol en pròrroga |  |  |

## Fase Regular

### Grup A
| Equip                  | Pts | PJ | PG | PE | PP | GF | GC | DG  |
| ---------------------- | --- | -- | -- | -- | -- | -- | -- | --- |
| Barcelona Sorli Discau | 18  | 6  | 6  | 0  | 0  | 37 | 8  | +29 |
| Follonica Hockey       | 12  | 6  | 4  | 0  | 2  | 38 | 18 | +20 |
| Vilanova L'Ull Blau    | 6   | 6  | 2  | 0  | 4  | 15 | 27 | -12 |
| RHC Wimmis             | 1   | 6  | 0  | 0  | 6  | 10 | 47 | -37 |

| 20 d'octubre de 2007 21:00 |     |                                                                                                |                                                          |
| Vilanova L'Ull Blau        | 0-7 | AP Follonica Hockey                                                                            | Pavelló de les Casernes Àrbitres: P. Alfonso i L. Inácio |
|                            |     | Farran (1) Alb. Michielon (1) Pallarès (1) E. Mariotti (1) M. Bertolucci (2) A. Bertolucci (1) | Pavelló de les Casernes Àrbitres: P. Alfonso i L. Inácio |

| 20 d'octubre de 2007 18:00                                |     |                 |                                                             |
| FC Barcelona Sorli Discau                                 | 7-1 | RHC Wimmis      | Palau Blaugrana Àrbitres: L.M. García Peixoto i X. Jacquart |
| López 2' (p), 3', 47', 48' (p) Ordeig 14', 15' Vergés 31' |     | Leuenberger 46' | Palau Blaugrana Àrbitres: L.M. García Peixoto i X. Jacquart |

| 17 de novembre de 2007 21:00 |     |                                 |                                                          |
| AP Follonica Hockey          | 1-3 | FC Barcelona Sorli Discau       | Palau d'Esports Palagolfo Àrbitres: J. Pinto i R. Lamela |
| E. Mariotti 46'              |     | Ordeig 9' Borregán 23' Páez 41' | Palau d'Esports Palagolfo Àrbitres: J. Pinto i R. Lamela |

| 17 de novembre de 2007 19:00 |     |                                               |                                   |
| RHC Wimmis                   | 2-5 | Vilanova L'Ull Blau                           | Àrbitres: T. Ullrich i B. Ullrich |
| Montecino (1) Geiser (1)     |     | Casanovas 4', 10' Casadevall 22', 41' Ros 49' | Àrbitres: T. Ullrich i B. Ullrich |

| 15 de desembre de 2007 21:00                                                                    |      |               |                                                             |
| AP Follonica Hockey                                                                             | 13-2 | RHC Wimmis    | Palau d'Esports Palagolfo Àrbitres: T. Ullrich i T. Flossel |
| Pallarès (1) Ale. Michielon (4) E. Mariotti (3) M. Bertolucci (3) A. Bertolucci (1) Pagnini (1) |      | Montecino (2) | Palau d'Esports Palagolfo Àrbitres: T. Ullrich i T. Flossel |

| 15 de desembre de 2007 21:00 |     |                                        |                                                         |
| Vilanova L'Ull Blau          | 0-5 | FC Barcelona Sorli Discau              | Pavelló de les Casernes Àrbitres: E. Amati i R. Eggiman |
|                              |     | Páez 9' Ordeig 12' López 19', 22', 41' | Pavelló de les Casernes Àrbitres: E. Amati i R. Eggiman |

| 19 de gener de 2008 21:00                                               |     |                                     |                                                            |
| AP Follonica Hockey                                                     | 5-3 | Vilanova L'Ull Blau                 | Palau d'Esports Palagolfo Àrbitres: J. Carpelho i J. Lucas |
| Alb. Michielon (1) Ale. Michielon (1) E. Mariotti (1) A. Bertolucci (2) |     | Boira (1) Del Amor (1) Martínez (1) | Palau d'Esports Palagolfo Àrbitres: J. Carpelho i J. Lucas |

| 19 de gener de 2008 19:00 |     |                                                                          |                                     |
| RHC Wimmis                | 0-9 | FC Barcelona Sorli Discau                                                | Àrbitres: J. Kutschker i B. Ullrich |
|                           |     | Masoliver 14', 16' Ordeig 21', 22', 40', 42' Panadero 26' López 31', 47' | Àrbitres: J. Kutschker i B. Ullrich |

| 16 de febrer de 2008 22:00                   |     |                                                         |                                                  |
| FC Barcelona Sorli Discau                    | 5-3 | AP Follonica Hockey                                     | Palau Blaugrana Àrbitres: J.M. Silva i L. Inácio |
| Borregán 11', 21', 42' Páez 37' Panadero 40' |     | M. Bertolucci 32' Alb. Michielon 34' Ale. Michielon 47' | Palau Blaugrana Àrbitres: J.M. Silva i L. Inácio |

| 16 de febrer de 2008 21:00                     |     |            |                                                         |
| Vilanova L'Ull Blau                            | 5-0 | RHC Wimmis | Pavelló de les Casernes Àrbitres: A. Sorensen i D. Bell |
| Pasto (1) Boira (2) Julivert (1) Casanovas (1) |     |            | Pavelló de les Casernes Àrbitres: A. Sorensen i D. Bell |

| 15 de març de 2008 19:00 |     |                                                            |                                    |
| RHC Wimmis               | 5-9 | AP Follonica Hockey                                        | Àrbitres: J.J. Prades i C.J. Bifet |
| Gmur (1) Ingold (4)      |     | Farran (2) M. Bertolucci (1) A. Bertolucci (2) Pagnini (4) | Àrbitres: J.J. Prades i C.J. Bifet |

| 15 de març de 2008 12:30                                                       |     |                                |                                                   |
| FC Barcelona Sorli Discau                                                      | 8-3 | Vilanova L'Ull Blau            | Palau Blaugrana Àrbitres: J. Pinto i M. Fernandes |
| López 5' Vergés 6', 17' Masoliver 13' Ordeig 16', 49' Teixidó 33' De Ramon 39' |     | Boira 32' Ros 36' Julivert 45' | Palau Blaugrana Àrbitres: J. Pinto i M. Fernandes |

### Grup B
| Equip               | Pts | PJ | PG | PE | PP | GF | GC | DG  |
| ------------------- | --- | -- | -- | -- | -- | -- | -- | --- |
| Roncato Patí Vic    | 15  | 6  | 5  | 0  | 1  | 56 | 6  | +50 |
| FC Porto            | 15  | 6  | 5  | 0  | 1  | 61 | 10 | +51 |
| Primavera Prato     | 4   | 6  | 1  | 1  | 4  | 12 | 38 | -26 |
| Herne Bay United RH | 1   | 6  | 0  | 1  | 5  | 8  | 83 | -75 |

| 20 d'octubre de 2007 17:00                                                        |      |                     |                                                                |
| FC Porto                                                                          | 20-1 | Herne Bay United RH | Pavelló Municipal de Fânzeres Àrbitres: F. García i E. Mariñas |
| Santos (4) Azevedo (2) Figueira (4) Garcia (1) Ventura (1) Silva (3) Oliveira (5) |      | Hosking (1)         | Pavelló Municipal de Fânzeres Àrbitres: F. García i E. Mariñas |

| 20 d'octubre de 2007 19:30                                     |     |                 |                                                  |
| Roncato Patí Vic                                               | 8-0 | Primavera Prato | Pavelló Olímpic Àrbitres: J. Carpelho i J. Lucas |
| López (2) Carbó (1) Roca (1) Adroher (1) Pujadas (1) Torra (2) |     |                 | Pavelló Olímpic Àrbitres: J. Carpelho i J. Lucas |

| 17 de novembre de 2007 20:00 |      |                                                  |                                                                 |
| Herne Bay United RH          | 0-14 | Roncato Patí Vic                                 | Herne Bay Pier Sports Centre Àrbitres: A. Podevin i C. Niestroy |
|                              |      | Pla (2) López (2) Roca (4) Adroher (5) Torra (1) | Herne Bay Pier Sports Centre Àrbitres: A. Podevin i C. Niestroy |

| 17 de novembre de 2007 21:00          |     |                                                |                                                       |
| Primavera Prato                       | 3-6 | FC Porto                                       | Patinòdrom de Maliseti Àrbitres: J. Vidal i J.A. Ribó |
| Crudeli (1) Sterpini (1) Giagnoni (1) |     | Ventura (1) Moreira (2) Silva (2) Oliveira (1) | Patinòdrom de Maliseti Àrbitres: J. Vidal i J.A. Ribó |

| 15 de desembre de 2007 20:00 |     |                          |                                                                  |
| Herne Bay United RH          | 2-3 | Primavera Prato          | Herne Bay Pier Sports Centre Àrbitres: F. García i M.T. Martínez |
| Hosking (1) Barker (1)       |     | Crudeli (1) Sterpini (2) | Herne Bay Pier Sports Centre Àrbitres: F. García i M.T. Martínez |

| 15 de desembre de 2007 17:00                  |     |                  |                                                                     |
| FC Porto                                      | 4-1 | Roncato Patí Vic | Pavelló Municipal de Fânzeres Àrbitres: U. Barbarisi i G. Andrisani |
| Garcia (1) Moreira (1) Silva (1) Oliveira (1) |     | Torra (1)        | Pavelló Municipal de Fânzeres Àrbitres: U. Barbarisi i G. Andrisani |

| 19 de gener de 2008 20:00 |      |                                                                        |                                                                 |
| Herne Bay United RH       | 0-21 | FC Porto                                                               | Herne Bay Pier Sports Centre Àrbitres: J. Jacquart i A. Podevin |
|                           |      | Azevedo (2) Figueira (3) Garcia (1) Moreira (5) Silva (3) Oliveira (7) | Herne Bay Pier Sports Centre Àrbitres: J. Jacquart i A. Podevin |

| 19 de gener de 2008 21:00 |     |                                             |                                                          |
| Primavera Prato           | 1-8 | Roncato Patí Vic                            | Patinòdrom de Maliseti Àrbitres: J. Monteiro i P. Afonso |
| Sterpini (1)              |     | Roca (2) Bancells (1) Adroher (4) Torra (1) | Patinòdrom de Maliseti Àrbitres: J. Monteiro i P. Afonso |

| 16 de febrer de 2008 19:30                                                |      |                     |                                                   |
| Roncato Patí Vic                                                          | 21-1 | Herne Bay United RH | Pavelló Olímpic Àrbitres: R. Eggiman i T. Flossel |
| Pla (3) López (2) Roca (2) Bancells (2) Adroher (5) Pujadas (6) Torra (1) |      | Barker (1)          | Pavelló Olímpic Àrbitres: R. Eggiman i T. Flossel |

| 16 de febrer de 2008 21:00                                                       |      |                 |                                                                         |
| FC Porto                                                                         | 10-1 | Primavera Prato | Pavelló Municipal de Fânzeres Àrbitres: M.T. Martínez i J. López Varela |
| Santos (2) Azevedo (1) Garcia (1) Ventura (1) Moreira (1) Silva (2) Oliveira (2) |      | Giagnoni (1)    | Pavelló Municipal de Fânzeres Àrbitres: M.T. Martínez i J. López Varela |

| 15 de març de 2008 17:15                            |     |                        |                                                      |
| Primavera Prato                                     | 4-4 | Herne Bay United RH    | Patinòdrom de Maliseti Àrbitres: L. Delfa i R. Villa |
| Ciardelli (1) Crudeli (1) Sterpini (1) Giagnoni (1) |     | Hosking (1) Barker (3) | Patinòdrom de Maliseti Àrbitres: L. Delfa i R. Villa |

| 15 de març de 2008 17:00       |     |          |                                                    |
| Roncato Patí Vic               | 4-0 | FC Porto | Pavelló Olímpic Àrbitres: M. Carmazzi i A. Perrone |
| Roca (2) Adroher (1) Torra (1) |     |          | Pavelló Olímpic Àrbitres: M. Carmazzi i A. Perrone |

### Grup C
| Equip             | Pts | PJ | PG | PE | PP | GF | GC | DG  |
| ----------------- | --- | -- | -- | -- | -- | -- | -- | --- |
| Alnimar Reus      | 13  | 6  | 4  | 1  | 1  | 21 | 8  | +13 |
| Candelária SC     | 12  | 6  | 4  | 0  | 2  | 21 | 17 | +4  |
| Proinosa Igualada | 10  | 6  | 3  | 1  | 2  | 19 | 13 | +6  |
| RSC Cronenberg    | 0   | 6  | 0  | 0  | 6  | 5  | 28 | -23 |

| 20 d'octubre de 2007 19:30                          |     |                                         |                                                           |
| Proinosa Igualada                                   | 8-3 | Candelária SC                           | Poliesportiu Les Comes Àrbitres: G. Fermi i G. Piccininni |
| J. Bargalló (3) Navarro (1) Fernández (1) Marín (3) |     | B. Matos (1) P. Afonso (1) Oliveira (1) | Poliesportiu Les Comes Àrbitres: G. Fermi i G. Piccininni |

| 20 d'octubre de 2007 20:00 |     |                       |                                                          |
| RSC Cronenberg             | 0-3 | Alnimar Reus          | Alfred-Henckels-Halle Àrbitres: E. Armati i J. Schneider |
|                            |     | Sánchez (1) Molet (2) | Alfred-Henckels-Halle Àrbitres: E. Armati i J. Schneider |

| 17 de novembre de 2007 21:00        |     |                |                                                                |
| Candelária SC                       | 5-0 | RSC Cronenberg | Pavilhão da Escola Costa Nunes Àrbitres: J. López i C.J. Bifet |
| B. Matos (3) Fernández (1) Bras (1) |     |                | Pavilhão da Escola Costa Nunes Àrbitres: J. López i C.J. Bifet |

| 17 de novembre de 2007 21:30 |     |                   |                                                                |
| Alnimar Reus                 | 2-1 | Proinosa Igualada | Palau d'Esports Reus Deportiu Àrbitres: G. Fermi i M. Carmazzi |
| Gual (1) Páez (1)            |     | Navarro (1)       | Palau d'Esports Reus Deportiu Àrbitres: G. Fermi i M. Carmazzi |

| 15 de desembre de 2007 21:00          |     |                     |                                                                   |
| Candelária SC                         | 3-2 | Alnimar Reus        | Pavilhão da Escola Costa Nunes Àrbitres: M. Carmazzi i R. Rotelli |
| Fernández (1) Afonso (1) Oliveira (1) |     | Molet (1) Caldú (1) | Pavilhão da Escola Costa Nunes Àrbitres: M. Carmazzi i R. Rotelli |

| 15 de desembre de 2007 19:30      |     |                       |                                                     |
| Proinosa Igualada                 | 4-2 | RSC Cronenberg        | Poliesportiu Les Comes Àrbitres: M. Lewis i B. Jung |
| Fernández (2) Baliu (1) Marín (1) |     | Wochnik (1) Velte (1) | Poliesportiu Les Comes Àrbitres: M. Lewis i B. Jung |

| 19 de gener de 2008 21:00 |     |                   |                                                                       |
| Candelária SC             | 3-1 | Proinosa Igualada | Pavilhão da Escola Costa Nunes Àrbitres: M. Guadagnin i G. Andrisanni |
| Bras (3)                  |     | J. Bargalló (1)   | Pavilhão da Escola Costa Nunes Àrbitres: M. Guadagnin i G. Andrisanni |

| 19 de gener de 2008 21:30            |     |                |                                                               |
| Alnimar Reus                         | 7-1 | RSC Cronenberg | Palau d'Esports Reus Deportiu Àrbitres: R. Eggimann i B. Jung |
| Gual (2) Gil (2) Molet (2) Caldú (1) |     | Wochnik (1)    | Palau d'Esports Reus Deportiu Àrbitres: R. Eggimann i B. Jung |

| 16 de febrer de 2008 20:00 |     |                                       |                                                    |
| RSC Cronenberg             | 0-5 | Candelária SC                         | Alfred-Henckels-Halle Àrbitres: J. Vidal i J. Ribó |
|                            |     | B. Matos (2) Ribeiro (2) Oliveira (1) | Alfred-Henckels-Halle Àrbitres: J. Vidal i J. Ribó |

| 16 de febrer de 2008 19:30 |     |              |                                                           |
| Proinosa Igualada          | 1-1 | Alnimar Reus | Poliesportiu Les Comes Àrbitres: M. Carmazzi i R. Rotelli |
| J. Bargalló (1)            |     | Molet (1)    | Poliesportiu Les Comes Àrbitres: M. Carmazzi i R. Rotelli |

| 15 de març de 2008 21:30                     |     |                           |                                                                 |
| Alnimar Reus                                 | 6-2 | Candelária SC             | Palau d'Esports Reus Deportiu Àrbitres: G. Fermi i U. Barbarisi |
| Gil 8', 26', 29', 38' Sánchez 17' García 47' |     | Resende 14' Fernández 41' | Palau d'Esports Reus Deportiu Àrbitres: G. Fermi i U. Barbarisi |

| 15 de març de 2008 20:00 |     |                                     |                                                     |
| RSC Cronenberg           | 2-4 | Proinosa Igualada                   | Alfred-Henckels-Halle Àrbitres: E. Armati i B. Jung |
| Borciani (1) Wochnik (1) |     | Baliu (1) Marín (2) J. Bargalló (1) | Alfred-Henckels-Halle Àrbitres: E. Armati i B. Jung |

### Grup D
| Equip             | Pts | PJ | PG | PE | PP | GF | GC | DG |
| ----------------- | --- | -- | -- | -- | -- | -- | -- | -- |
| Coinasa Liceo     | 15  | 6  | 5  | 0  | 1  | 16 | 10 | +6 |
| Noia Freixenet    | 10  | 6  | 3  | 1  | 2  | 21 | 17 | +4 |
| OC Barcelos       | 6   | 6  | 2  | 0  | 4  | 12 | 19 | -7 |
| Bassano Hockey 54 | 4   | 6  | 1  | 1  | 4  | 18 | 21 | -3 |

| 20 d'octubre de 2007 21:00 |     |                                                        |                                                                   |
| OC Barcelos                | 1-6 | Noia Freixenet                                         | Pavelló Municipal de Barcelos Àrbitres: A. Perrone i U. Barbarisi |
| Coelho (1)                 |     | Mitjans (2) Selva (1) Varias (1) Feixas (1) Brichs (1) | Pavelló Municipal de Barcelos Àrbitres: A. Perrone i U. Barbarisi |

| 20 d'octubre de 2007 20:00 |     |                       |                                                                 |
| Coinasa Liceo              | 1-0 | ASD Bassano Hockey 54 | Palau d'Esports de Riazor Àrbitres: J. Monteiro i Joaquim Pinto |
| Álvarez (1)                |     |                       | Palau d'Esports de Riazor Àrbitres: J. Monteiro i Joaquim Pinto |

| 17 de novembre de 2007 21:00 |     |                        |                                                                         |
| Noia Freixenet               | 1-2 | Coinasa Liceo          | Pavelló Olímpic de l'Ateneu Agrícola Àrbitres: J. Carpelho i J.P. Romão |
| Varias (1)                   |     | García (1) Álvarez (1) | Pavelló Olímpic de l'Ateneu Agrícola Àrbitres: J. Carpelho i J.P. Romão |

| 17 de novembre de 2007 21:00  |     |             |                                                 |
| ASD Bassano Hockey 54         | 4-0 | OC Barcelos | PalaBassano Àrbitres: O. Valverde i J.J. Prades |
| Anteza (2) Silva (1) Rigo (1) |     |             | PalaBassano Àrbitres: O. Valverde i J.J. Prades |

| 15 de desembre de 2007 19:30                   |     |                                           |                                                                                  |
| Noia Freixenet                                 | 6-5 | ASD Bassano Hockey 54                     | Pavelló Olímpic de l'Ateneu Agrícola Àrbitres: J. Martins da Silva i P. Venancio |
| Varias (3) Feixas (1) Cabestany (1) Brichs (1) |     | Anteza (1) Viana (2) Orlandi (1) Rigo (1) | Pavelló Olímpic de l'Ateneu Agrícola Àrbitres: J. Martins da Silva i P. Venancio |

| 15 de desembre de 2007 21:00 |     |                                  |                                                               |
| OC Barcelos                  | 5-3 | Coinasa Liceo                    | Pavelló Municipal de Barcelos Àrbitres: G. Fermi i A. Bisacco |
| Rafael (2) Filho (3)         |     | Lamas (1) Payero (1) Álvarez (1) | Pavelló Municipal de Barcelos Àrbitres: G. Fermi i A. Bisacco |

| 19 de gener de 2008 19:30 |     |                     |                                                                        |
| Noia Freixenet            | 3-2 | OC Barcelos         | Pavelló Olímpic de l'Ateneu Agrícola Àrbitres: M. Lewis i J. Schneider |
| Varias (2) Cabestany (1)  |     | Leal (1) Rafael (1) | Pavelló Olímpic de l'Ateneu Agrícola Àrbitres: M. Lewis i J. Schneider |

| 19 de gener de 2008 21:00     |     |                                             |                                              |
| ASD Bassano Hockey 54         | 3-6 | Coinasa Liceo                               | PalaBassano Àrbitres: José Pinto i R. Lamela |
| Anteza (1) Viana (1) Rigo (1) |     | García (1) Grasas (1) Álvarez (3) Alves (1) | PalaBassano Àrbitres: José Pinto i R. Lamela |

| 16 de febrer de 2008 20:00 |     |                |                                                                 |
| Coinasa Liceo              | 3-1 | Noia Freixenet | Palau d'Esports de Riazor Àrbitres: J. Monteiro i Joaquim Pinto |
| García (2) Álvarez (1)     |     | Mitjans (1)    | Palau d'Esports de Riazor Àrbitres: J. Monteiro i Joaquim Pinto |

| 16 de febrer de 2008 21:00    |     |                       |                                                                |
| OC Barcelos                   | 4-2 | ASD Bassano Hockey 54 | Pavelló Municipal de Barcelos Àrbitres: F. García i E. Mariñas |
| Leal (1) Rafael (2) Filho (1) |     | Silva (1) Rigo (1)    | Pavelló Municipal de Barcelos Àrbitres: F. García i E. Mariñas |

| 15 de març de 2008 21:00 |     |                       |                                                |
| ASD Bassano Hockey 54    | 4-4 | Noia Freixenet        | PalaBassano Àrbitres: J. Carpelho i J.P. Romão |
| Silva (2) Viana (2)      |     | Mitjans (2) Selva (2) | PalaBassano Àrbitres: J. Carpelho i J.P. Romão |

| 15 de març de 2008 20:00 |     |             |                                                               |
| Coinasa Liceo            | 1-0 | OC Barcelos | Palau d'Esports de Riazor Àrbitres: M. Guadagnin i A. Bisacco |
| Alves (1)                |     |             | Palau d'Esports de Riazor Àrbitres: M. Guadagnin i A. Bisacco |

## Final four

Logotip de la final a quatre.

Els horaris corresponen a l'hora d'estiu dels Països Catalans (zona horària: UTC+2).
|  | Semifinals                             | Semifinals                |   |  | Final                                  | Final |  |
|  |                                        |                           |   |  |                                        |       |  |
|  | 10 de maig - Barcelona Palau Blaugrana |                           |   |  |                                        |       |  |
|  | Alnimar Reus Deportiu                  | 2                         |   |  |                                        |       |  |
|  | Coinasa Liceo                          | 1                         |   |  |                                        |       |  |
|  |                                        |                           |   |  |                                        |       |  |
|  |                                        |                           |   |  | 11 de maig - Barcelona Palau Blaugrana |       |  |
|  |                                        |                           |   |  | Alnimar Reus Deportiu                  | 2     |  |
|  |                                        | FC Barcelona Sorli Discau | 5 |  |                                        |       |  |
|  |                                        |                           |   |  |                                        |       |  |
|  |                                        |                           |   |  |                                        |       |  |
|  |                                        |                           |   |  |                                        |       |  |
|  | 10 de maig - Barcelona Palau Blaugrana |                           |   |  |                                        |       |  |
|  | FC Barcelona Sorli Discau              | 2                         |   |  |                                        |       |  |
|  | Roncato Patí Vic                       | 1                         |   |  |                                        |       |  |

### Semifinals
| 10 de maig de 2008 14:30 |     |                       |                                                   |
| Coinasa Liceo            | 1-2 | Alnimar Reus Deportiu | Palau Blaugrana Àrbitres: R. Lamela i J. Carpelho |
| Payero 20'               |     | Sánchez 21' Caldú 52' | Palau Blaugrana Àrbitres: R. Lamela i J. Carpelho |

| 10 de maig de 2008 18:30 |     |                           |                                                 |
| Roncato Patí Vic         | 1-2 | FC Barcelona Sorli Discau | Palau Blaugrana Àrbitres: G. Fermi i A. Bisacco |
| Torra 43'                |     | Ordeig 9' López 47'       | Palau Blaugrana Àrbitres: G. Fermi i A. Bisacco |

### Final
| 11 de maig de 2008 17:00  |     |                                                        |                                                                                  |
| Alnimar Reus Deportiu     | 2-5 | FC Barcelona Sorli Discau                              | Palau Blaugrana Àrbitres: R. Lamela i J. Carpelho Assistència: 5.000 espectadors |
| Sánchez 17' J.L. Páez 44' |     | Teixidó 5', 39' D. Páez 22' López 35' (p) Borregán 41' | Palau Blaugrana Àrbitres: R. Lamela i J. Carpelho Assistència: 5.000 espectadors |

|                                  |
| Campió FC BARCELONA SORLI DISCAU |

## Màxims golejadors
| Jugador          | Equip                  | Gols |
| ---------------- | ---------------------- | ---- |
| Jordi Adroher    | Roncato Patí Vic       | 16   |
| Ricardo Oliveira | FC Porto               | 15   |
| Jorge Silva      | FC Porto               | 11   |
| "Titi" Roca      | Roncato Patí Vic       | 11   |
| Mia Ordeig       | Barcelona Sorli Discau | 10   |
| Carlos López     | Barcelona Sorli Discau | 10   |
| Pedro Moreira    | FC Porto               | 9    |